# Philipp der Weise von Gemmingen
Philipp der Weise von Gemmingen (* 1518; † 1571 in Böhringsweiler) entstammte der  II. Linie (Gemmingen und Guttenberg) der Freiherren von Gemmingen. Er war Amtmann in Neuburg und Amberg und stand mehreren Fürsten als Rat zur Seite. Seinen Beinamen der Weise erhielt er nicht zuletzt auch aufgrund seiner mathematischen Begabung. Er besaß eine große Bibliothek, die auch reich an mathematischen Instrumenten und Globen war. Er errichtete ein Wasserschloss in Bonfeld und erhielt 1570 das Marktrecht für den Ort.

## Leben
Er war der Sohn des Dietrich von Gemmingen († 1526) und der Ursula von Nippenburg. Philipp war mathematisch begabt, sein Hauslehrer war Kaspar Gräter. 1533 immatrikulierte er sich an der Universität Heidelberg. 1535 lieh er der Stadt Esslingen 2300 Gulden. 1539 siegelte er den Vergleich der Gemeinde Haßmersheim mit ihrem Pfarrer wegen eines strittigen Zehnten. 1540 war er Vorsitzender des pfälzischen Hofgerichts. 1545 war er einer der verordneten Einnehmer der Türkensteuer. Für seinen Beistand zu den geächteten Johann Friedrich von Sachsen und Landgraf Philipp von Hessen im Schmalkaldischen Krieg wurde er 1548 von Kaiser Karl V. zur Verantwortung gezogen und musste 4000 Gulden Strafe zahlen. 1549 nahm er an einem Mannlehensgericht in Speyer teil. 1550 ließ er für seine Eltern ein Epitaph auf Burg Guttenberg errichten. 1556 nahm er mit vier Pferden am Leichenbegängnis für Pfalzgraf Friedrich II. teil. 1557 war er Abgesandter auf dem Reichstag in Regensburg. 1563 wurde er von den lutherischen Fürsten Karl II. von Baden, Christoph von Württemberg und Wolfgang von Pfalz-Zweibrücken gemeinsam mit dem württembergischen Vizekanzler Hieronymus Gebhard zum Kurfürsten geschickt, um mit diesem über die Prüfung des Heidelberger Katechismus durch die Reichsstände zu verhandeln. 

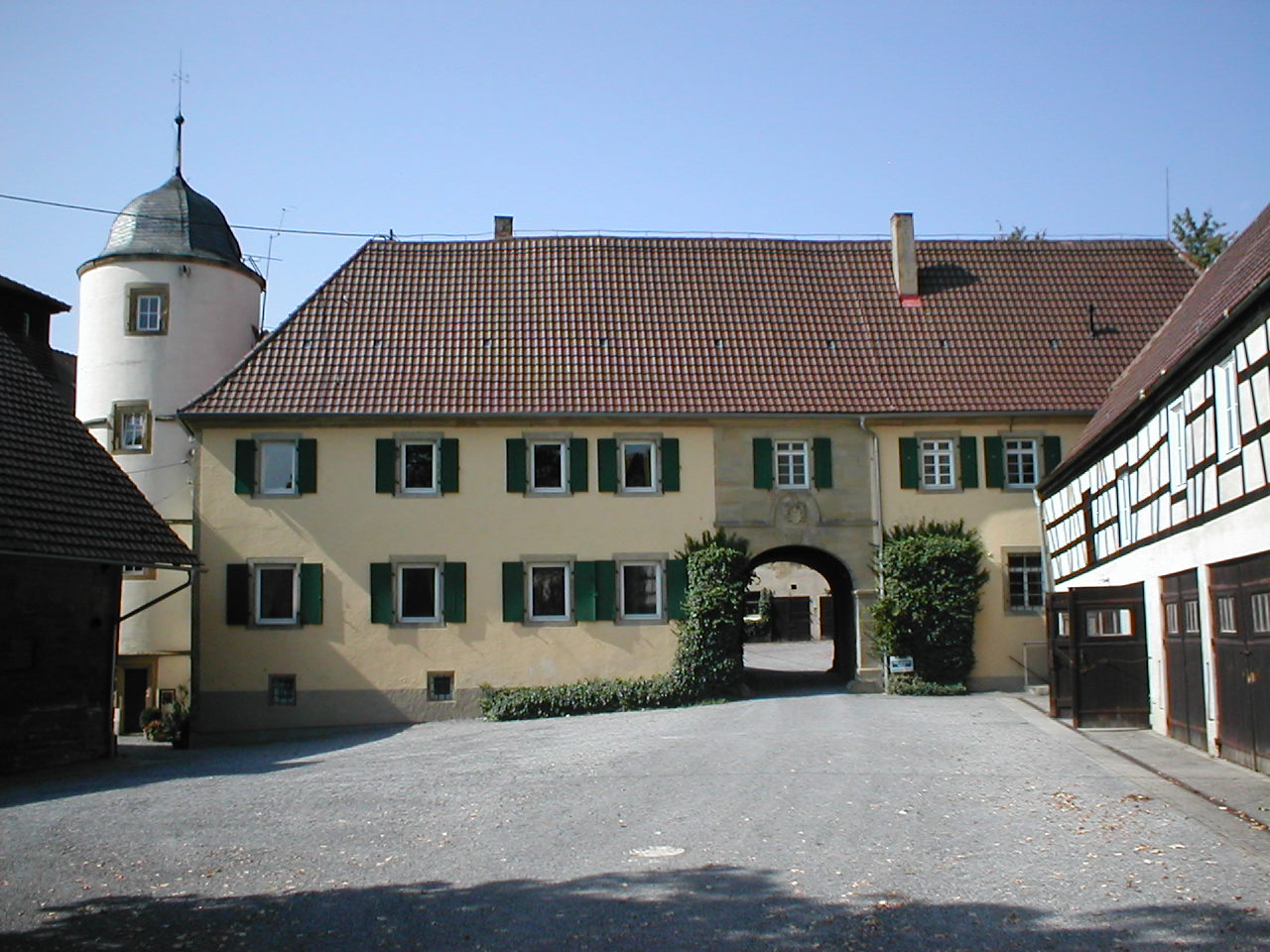
Der Treppenturm des Meiereihofs zwischen dem Bonfelder Ober- und Unterschloss ist der bedeutendste bauliche Überrest des Renaissanceschlosses von Philipp dem Weisen

In späten Jahren hatte er seinen Wohnsitz in Bonfeld. Dort ließ er von 1564 bis 1568 unterhalb des „alten Schlosses“ ein Renaissanceschloss errichten. Das Schloss wurde auch das „untere Schloss“ genannt. Am 16. Juni 1570 machte Kaiser Maximilian II. auf der Reise zum Reichstag nach Speyer Station in Bonfeld. Das Schloss war damals bereits von außen fertiggestellt, aber noch nicht fertig eingerichtet. Der Kaiser wurde in einem Zelt vor dem Schloss bewirtet, im Schloss versammelten sich die Adligen der Umgebung und wurden die Getränke zubereitet. Wenige Wochen später verlieh Kaiser Maximilian das Marktrecht für Bonfeld. Zur Erinnerung an den Aufenthalt des Kaisers ließ Philipp an der Stelle des Zelts eine steinerne Säule errichten, von der sich heute noch Überreste im Eichhäuser Hof befinden. Das Schloss Philipps ist später im Meiereihof zwischen Oberschloss und Unterschloss aufgegangen, der bedeutendste bauliche Überrest ist der Treppenturm. In einem der Wirtschaftsgebäude ist außerdem noch ein alter Türsturz mit der Jahreszahl 1568 vermauert.
Er besaß eine große Bibliothek mit Schwerpunkt auf Mathematik und Astronomie, die neben Büchern auch mathematische Instrumente und Globen umfasste. Nach seinem Tod wurde die Bibliothek wohl aufgeteilt. Einen Teil erbte der Sohn Weyrich und so gelangten mit dessen Erbmasse Teile der Bibliothek an Pleikard von Gemmingen zu Fürfeld. Im Dreißigjährigen Krieg ging die Bibliothek vollends verloren.
Als Rat des Herzogs Ludwig erhielt Philipp von Gemmingen als Besoldung das Jagdschloss in Böhringsweiler mit Zugehör, wo er 1571 verstarb. Er wurde in Bonfeld beigesetzt.

## Familie
Er war in erster Ehe mit Margaretha von Vellberg verheiratet. Dieser Ehe entstammte die früh verstorbene Tochter Amalia. Eine zweite Ehe ging er mit Katharina von Gemmingen-Michelfeld († 1583) ein, der Tochter des Michelfelder Grundherrn Weirich von Gemmingen (1493–1548). Diese galt als „hübsches Kätherle“, bekam jedoch im Alter einen wenig hübschen Damenbart, den sie unter einem Schleier verbarg.
Nachkommen:
- Amalia († 1549 im Alter von 7 Jahren)
- Weyrich (1552–1574)